# Johan Georg 2. af Sachsen
Johan Georg 2. af Sachsen (tysk: Johann Georg II.; 31. maj 1613 – 22. august 1680) var kurfyrste af Sachsen fra 1656 til 1680. Han tilhørte den albertinske linje af Huset Wettin. Han efterfulgte sin far Johan Georg 1. som kurfyrste og blev efterfulgt af sin søn Johan Georg 3..
I sin politik var han orienteret mod Frankrig. Han begyndte at anlægge Dresdens berømte samlinger.